# Motorová jednotka Berlin
Motorová jednotka typu Berlin byla posledním typem rychlého motorového vlaku, který vznikl v předválečném Německu. Do pravidelného provozu však již nezasáhly, neboť začala druhá světová válka.

## Vývoj
Ačkoliv úspěšné rychlé motorové jednotky typů Hamburg, Leipzig a Köln používaly rychloběžné motory Maybach GO 5 a GO 6, rozhodla se Deutsche Reichsbahn-Gesellschaft pro vyzkoušení pomaluběžného motoru. V roce 1938 představila norimberská firma MAN novou čtyřdílnou jednotku řady SVT 137.9. Použití těžkého pomaluběžného motoru vylučovalo jeho montáž na rám podvozku, jak bylo dosud obvyklé. Motor byl proto na rozdíl od dosavadní praxe umístěn do strojovny jednoho z krajních vozů.
Jednotka se skládala ze čtyř vozů:
- hnací vůz (VT) obsahoval strojovnu s motorem MAN W 8 V 30/38 o obsahu 214 l (motor GO 6 měl obsah 48 l) s výkonem 970 kW při 700 ot./min. Motor byl spojen s generátorem GE 1100/8 od BBC. Dále zde byl umístěn šestiválcový motor MAN W 6 V 15/18 s výkonem 86 kW pro napájení palubní sítě. Při poruše velkého motoru bylo možné použít zmíněný motor pro dojetí omezenou rychlostí. Dále obsahoval hnací vůz služební a poštovní oddíl.

- vložené vozy (VMb a VMc) byly vybaveny každý devíti oddíly po 6 místech k sezení a toaletou

- řídící vůz (VSd) obsahoval tři oddíly pro cestující a jídelnu s 29 místy. Kromě toho zde byl ještě malý oddíl pro vlakovou četu.

Vozy měly podvozky typu Görlitz s běžnými dvojkolími o průměru 930 mm a hnacími 1000 mm. Jednotka měla dva hnací podvozky - zadní podvozek hnacího vozu a zadní podvozek řídícího vozu. Brzdu měla jednotka špalíkovou typu Hikss. Na čelech byla vybavena spřáhly Scharfenberg. Vytápění bylo teplovzdušné, v teplém období sloužily vytápěcí agregáty pouze k větrání.

## Provoz
Celkem byly vyrobeny dvě jednotky a jeden hnací vůz. Jednotky byly označeny SVT 137 901, SVT 137 902 a SVT 137 903a. Byly umístěny v RAW Wittenberge a vykonaly několik zkušebních jízd v jižním Německu a ve Schwarzwaldu. Do rychlé dálkové dopravy již nezasáhly.
Za války sloužily hnací vozy jako nouzové zdroje energie ve Francii - SVT 137 901a v La Palica, SVT 137 902a v Paříži a SVT 137 903a v Bordeaux. Po válce byl první z nich zničen, druhý se vrátil do Wittenberge a třetí byl ztracen. Vozy jednotek sloužily v zeleném nátěru jako kanceláře.
Na území sovětské okupační zóny se tak po válce nacházel jediný vůz z těchto jednotek - 137 902a. Vedení německých drah (Deutsche Reichsbahn) se rozhodlo postavit novou jednotku s využitím vozů holandské elektrické jednotky 391788, 391789 a 391790. Protože výkon motorů této jednotky byl nízký - pouze 154 kW, byl i třetí vůz jednotky (VMc) vybaven jedním hnacím podvozkem. Takto sestavená jednotka měla maximální rychlost 140 km/h a jezdila na rameni Berlin Ost Bahnhof-Halle-Erfurt až do roku 1957. Poté byla pět let používána pro zvláštní vlaky "Saßnitz-Express". V letech 1968 - 1969 byla jednotka sešrotována, pouze vůz VMb byl použit pro služební účely.